# Duc Mu de Qin
El Duc Mu de Qin (秦穆公) (mort el 621 aEC), nascut com Ying Renhao (嬴任好), va ser un governant de l'Estat de Qin de 659 o 660 al 621 aEC en la Xina. Una de les cinc potències hegemòniques del període de Primaveres i Tardors, que va ampliar considerablement el territori de Qin durant el regnat del Rei Xiang de Zhou.
Va adquirir molts assessors amb talent, tals com Baili Xi, Jian Shu (蹇叔), Pi Bao (丕豹), i Gong Sun (公孫).
Ell era fill del Duc De i el germà menor del Duc Cheng. Es va casar amb la fill del Duc Xian de Jin (晉獻公), i va casar la seva filla, Huaiying (懷嬴), amb el Duc Wen de Jin. Va ajudar el seu gendre a guanyar la batalla de Chengpu (城濮之戰) contra Chu; aquests dos casaments van desembocar a la dita de 'l'Amistat de Qin i Jin' (秦晉之好) per referir-se als matrimonis polítics i aliances basades en llaços conjugals. El seu nom a títol pòstum Mu significa "reverent".